# NGC 226
NGC 226 је галаксија у сазвежђу Андромеда која се налази на NGC листи објеката дубоког неба.
Деклинација објекта је + 32° 34' 49" а ректасцензија 0h 42m 53,9s. Привидна величина (магнитуда) објекта NGC 226 износи 13,4 а фотографска магнитуда 14,4. NGC 226 је још познат и под ознакама UGC 459, CGCG 500-76, IRAS 00402+3218, PGC 2572.